# Bernard Koning
Bernard Koning (Gouda, 1778 – 1828) was  predikant en uitvinder. Als predikant had hij vanaf 1807 zijn standplaats in Akersloot. Als uitvinder heeft hij zich beziggehouden met het ontwikkelen van een gasmotor werkend op waterstofgas en met een ontsteking door middel van een vonk.

## Achtergrond
De Nederlandse Staten-Generaal werden tegen het einde van de 18e eeuw overspoeld met voorstellen van “weldenkende burgers” die daarmee vorm gaven aan een idee van vooruitgang, een idee dat voordien nauwelijks iemand in beweging kon brengen maar dat door de gecombineerde krachten van Reformatie, Renaissance, en de verlichting, culminerend in de Franse Revolutie, veel burgers het gevoel gaf deel te zijn van een maatschappij en daarin ook een verantwoordelijkheid te hebben. 
De meeste voorstellen beoogden een betere inrichting van het landsbestuur. Er waren echter ook veel burgers die zich over technische vraagstukken hadden gebogen en daarvoor bij de regering aandacht vroegen. 
Koning was, als een typisch product van de 18e eeuw, niet alleen opgeleid voor het beroep van dominee, maar volledig bekend met landbouwtechnieken, scheikunde, natuurkunde en aanverwante wetenschappen, bedoeld om zijn optreden als predikant veelzijdiger te maken.
Hij was bovendien kennelijk behept met een grote dosis nieuwsgierigheid en beschikte, in het in die tijd als tamelijk vrijzinnig bekendstaande Akersloot, over een gerede hoeveelheid vrije tijd. Mensen als hij hadden een veel groter intellectueel reservoir dan nodig was voor het uitoefenen van hun godsdienstige taak en zij zochten daarvoor een uitweg. Koning vond die in het toepassen van natuurwetenschappen in het dagelijks leven en daar experimenteerde hij mee.

## Waterstofgas als brandstof
Vanaf 1800 heeft hij zich geworpen op het gebruik van waterstofgas. Hij had een apparaat uitgevonden en gebouwd om dat gas zelf te produceren en wilde het gaan gebruiken voor openbare verlichting. Omdat de hoeveelheid gas die hij maakte vrij groot was zocht hij naar mogelijkheden om het ook voor andere doeleinden aan te wenden. 
In 1809 meldde hij aan het departement van Binnenlandse Zaken dat hij een machine had uitgevonden, die, gebaseerd op het principe van de stoommachine, waterstofgas gebruikte als brandstof.  Het door hem uitgevonden apparaat kon, aldus Koning, een continue hoeveelheid waterstofgas produceren. Dat gas zou in het door hem uitgedachte  apparaat door middel van een elektrische vonk worden ontstoken onder een cilinder die daardoor in beweging werd gebracht. Het departement was wel geïnteresseerd en adviseerde koning Lodewijk Napoleon om nader onderzoek van deskundigen te laten instellen en Koning behulpzaam te zijn bij de verdere ontwikkeling.
Op grond van lovende rapporten over deze zaak, uitgebracht door het Comite Centraal voor de Waterstaat, besloot koning Lodewijk op 15 juni 1810 de uitvinder 1000 gulden ter beschikking  te stellen voor het doen van verdere proeven. In juli 1811 brengt Koning een nader rapport uit. Inmiddels heeft hij 600 gulden besteed aan de ontwikkeling van het apparaat. Hij stelt een mengsel van waterstofgas en koolstofgas nodig te hebben. Het mengsel werd verkregen door stoom over in verhitting gebrachte steenkolen te leiden. Slechts 10% van de eerder geschatte hoeveelheid was volgens hem voldoende om de cilinder in beweging te brengen. Bovendien was er het voordeel dat op deze wijze een restproduct ontstond van hoogwaardig teer. Hij vraagt de rest van de hem toegekende subsidie.
In augustus 1811 brengt hij een gedetailleerd rapport uit over de proefnemingen die uitgevoerd werden onder toezicht van ir. A.F. Goudriaan en zeer succesvol verliepen. Hij schat de besparing ten opzichte van stoommachines op 80%, de opbrengst van de gewonnen teer nog niet meegerekend. Hij vraagt autorisatie voor het vervaardigen van een proefmodel van de machine om het gas te maken, door hem "Distillatoire" genoemd, en van de bewegingsmachine door hem "Hydrophore" genoemd, maar de vervolgaanvraag komt in het nu Franse overheidsapparaat en blijft daar circuleren.
Onder Prins Willem Frederik, Soeverein Vorst, komt de zaak in 1814 weer aan de orde en Koning ontvangt opnieuw een subsidie van 1000 gulden nadat door het Koninklijk Instituut van Wetenschappen, de voorganger van de Koninklijke Nederlandse Akademie van Wetenschappen, een zeer lovend rapport was uitgebracht.
De proeven worden voortgezet en in 1818 wordt hem opnieuw 1000 gulden ter beschikking gesteld. Intussen werkte hij ook aan de verbetering van de productie en distributie van het waterstofgas en in 1822 werd hem op een van zijn vindingen op dit gebied, een "Gazometer van dubbele inhoud", een gashouder, een octrooi voor tien jaar verleend. In dat jaar had hij een "pompgestel met dubbele werking uitgevonden en ontwikkeld" waaraan hij zijn Hydrophore wilde aansluiten om deze te beproeven. Hij vraagt en ontvangt 1200 gulden voor de verdere ontwikkeling en later nog eens zo’n bedrag.
In 1827 worden beide apparaten gekoppeld. "De werking der machine voldoet aan mijn oogmerk" schrijft hij en vraagt een tegemoetkoming in de gemaakte kosten van 5000 gulden. Na rapporten van Ir. G.M. Röntgen, adviseur van de regering voor de zaken der werktuigkunde, die bij Koning thuis is gaan kijken en de machine in werking vond, wordt deze subsidie toegestaan.
Dan sterft Koning onverwachts op 1 juli 1828 en zijn project wordt stopgezet. Na het verdwijnen van de drijvende kracht achter het project leek het de Regering, i.c. Koning Willem I, bij nader inzien ook niet meer zo wenselijk om, naast de stoommachine, waarvan de ontwikkeling immers ook al zo veel hoofdbrekens kostte, een concurrerend idee te ontwikkelen dat nog helemaal in de kinderschoenen stond.
Al zijn apparaten, geschriften en tekeningen worden op last van de regering verzonden naar het zojuist in Brussel opgerichte Rijksmuseum voor Kunst en Volksvlijt.